# Russische U20-Eishockeynationalmannschaft
Die russische U20-Eishockeynationalmannschaft vertritt den Eishockeyverband Russlands im Eishockey in der U20-Junioren-Leistungsstufe bei internationalen Wettbewerben. Sie wurde 1999, 2002, 2003 und 2011 Weltmeister ihrer Altersklasse.

## Geschichte

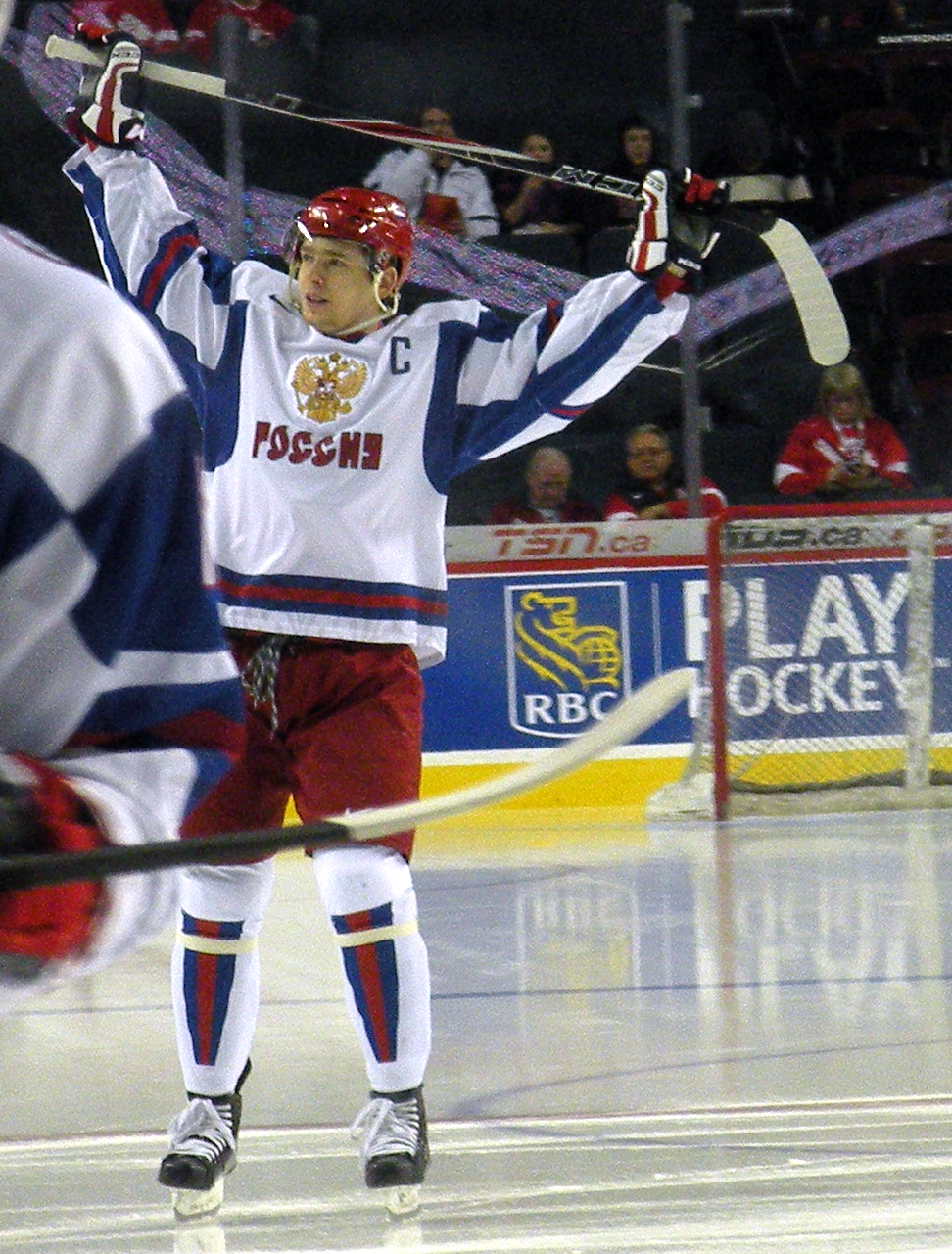
Jewgeni Kusnezow vor dem erfolgreichen WM-Halbfinale gegen Kanada 2012

Die russische U20-Eishockeynationalmannschaft ging 1992 aus der U20-Eishockeynationalmannschaft der Gemeinschaft Unabhängiger Staaten hervor. Sie nahm erstmals 1993 an der Weltmeisterschaft teil und steht damit auch in der Tradition der sowjetischen Juniorenauswahl. Bis einschließlich 1998 deckte die U20-Nationalmannschaft den kompletten Juniorenbereich bei den Weltmeisterschaften ab, während die U19-Nationalmannschaft an den Junioren-Europameisterschaften teilnahm. Seit der Einführung der U18-Weltmeisterschaften 1999 vertritt die U20-Nationalmannschaft Russlands bei Weltmeisterschaften ausschließlich die Leistungsstufe der U20-Junioren.
Die russische U20-Nationalmannschaft gehört zu den stärksten der Welt und liegt im ewigen Medaillenspiegel im Anschluss an die U20-WM 2016 auf Rang zwei mit vier Weltmeistertiteln sowie neun Silber- und sieben Bronzemedaillen. Bis auf 1993, 2001, als mit dem siebten Platz das schlechteste Ergebnis überhaupt erreicht wurde, 2004 und 2010 erreichte die russische Mannschaft stets die Medaillenränge. Rechnet man die Erfolge der Sowjetunion und der Gemeinschaft Unabhängiger Staaten (GUS) hinzu, in deren IIHF-Mitgliedschaft der Russische Verband nachgefolgt ist, so sind gar 13 Weltmeistertitel, zwölf Silber- und neun Bronzemedaillen zu verzeichnen.
Nach dem russischen Überfalls auf die Ukraine 2022 wurde die russische Mannschaft bis auf Weiteres von der Teilnahme ausgeschlossen.

## WM-Platzierungen
- 1974–1991 – siehe Sowjetunion
- 1992 – siehe GUS
- 1993 – 6. Platz
- 1994 – Bronzemedaille
- 1995 – Silbermedaille
- 1996 – Bronzemedaille
- 1997 – Bronzemedaille
- 1998 – Silbermedaille
- 1999 – Goldmedaille
- 2000 – Silbermedaille
- 2001 – 7. Platz
- 2002 – Goldmedaille
- 2003 – Goldmedaille
- 2004 – 5. Platz
- 2005 – Silbermedaille
- 2006 – Silbermedaille
- 2007 – Silbermedaille
- 2008 – Bronzemedaille
- 2009 – Bronzemedaille
- 2010 – 6. Platz
- 2011 – Goldmedaille
- 2012 – Silbermedaille
- 2013 – Bronzemedaille
- 2014 – Bronzemedaille
- 2015 – Silbermedaille
- 2016 – Silbermedaille
- 2017 – Bronzemedaille
- 2018 – 5. Platz
- 2019 – Bronzemedaille
- 2020 – Silbermedaille
- 2021 – 4. Platz
- 2022 – Ausgeschlossen wegen des russischen Überfalls auf die Ukraine
- 2023 – Ausgeschlossen wegen des russischen Überfalls auf die Ukraine
- 2024 – Ausgeschlossen wegen des russischen Überfalls auf die Ukraine

### Kader der Weltmeisterteams
| Weltmeister 1999 | Maxim Afinogenow, Denis Archipow, Maxim Balmotschnych, Juri Dobryschkin, Michail Donika, Juri Gerassimow, Konstantin Gussew, Dmitri Kirilenko, Dmitri Kokorew, Roman Ljaschenko, Artjom Marjams, Maxim Maslennikow, Andrei Nikitenko, Alexander Rjasanzew, Kirill Safronow, Denis Schwidki, Alexander Sewachin, Petr Stschastliwy, Artjom Tschubarow, Sergei Werenikin, Witali Wischnewski, Alexei Wolkow Trainerstab: Gennadi Zygurow, Walentin Gurejew |

| Weltmeister 2002 | Alexander Frolow, Denis Grebeschkow, Igor Grigorenko, Igor Knjasew, Maxim Kondratjew, Wladimir Korsunow, Andrei Medwedew, Sergei Mylnikow, Iwan Neprjajew, Alexander Pereschogin, Alexander Poluschin, Andrei Sabolotnew, Ruslan Sainullin, Wladimir Saposchnikow, Sergei Soin, Alexander Suglobow, Alexander Switow, Andrei Taratuchin, Fjodor Tjutin, Juri Trubatschow, Stanislaw Tschistow, Anton Woltschenkow Trainer: Wladimir Pljuschtschew |

| Weltmeister 2003 | Sergei Anschakow, Jewgeni Artjuchin, Konstantin Barulin, Dmitri Fachrutdinow, Denis Grebeschkow, Igor Grigorenko, Denis Jeschow, Alexei Kaigorodow, Kirill Kolzow, Maxim Kondratjew, Konstantin Kornejew, Michail Ljubuschin, Andrei Medwedew, Alexander Owetschkin, Alexander Pereschogin, Dmitri Pestunow, Alexander Poluschin, Nikolai Scherdew, Timofei Schischkanow, Andrei Taratuchin, Fjodor Tjutin, Juri Trubatschow Trainer: Rawil Ischakow |

| Weltmeister 2011 | Georgi Berdjukow, Maxim Beresin, Igor Bobkow, Stanislaw Botscharow, Anton Burdassow, Nikita Dwuretschenski, Denis Golubew, Maxim Ignatowitsch, Sergei Kalinin, Maxim Kizyn, Jewgeni Kusnezow, Dmitri Orlow, Artemi Panarin, Nikita Piwzakin, Nikita Saizew, Dmitri Schikin, Andrei Sergejew, Daniil Sobtschenko, Wladimir Tarassenko, Juri Urytschew, Semjon Waluiski, Artjom Woronin Trainer: Waleri Bragin |